# 细叶蒿蕨
细叶蒿蕨（学名：Ctenopteris tenuisecta）为禾叶蕨科蒿蕨属下的一个种。

## 扩展阅读
- 維基物種上的相關：细叶蒿蕨